# Catopsis
Catopsis es un género con 21 especies de plantas de flores perteneciente a la familia Bromeliaceae subfamilia Bromelioideae que se encuentran desde Florida a la parte este de Brasil, incluyendo el Caribe. Una especie, Catopsis berteroniana, puede ser carnívora.  Comprende 55 especies descritas y de estas, solo 21 aceptadas.

## Taxonomía
El género fue descrito por Johann Heinrich Friedrich Link y publicado en Nachrichten von der Koniglichen Gesellschaft der Wissenschaften und von der Georg-Angusts-Universitat 1864: 10, 12. 1864. La especie tipo es: Catopsis nitida Baker 

## Especies aceptadas
A continuación se brinda un listado de las especies del género Catopsis aceptadas hasta octubre de 2013, ordenadas alfabéticamente. Para cada una se indica el nombre binomial seguido del autor, abreviado según las convenciones y usos.
- Catopsis alba E.Morris ex Baker
- Catopsis aloides (Cham. & Schltdl.) Baker
- Catopsis berteroniana Mez in C.DC.
- Catopsis brevifolia Mez & Wercklé
- Catopsis compacta Mez
- Catopsis deflexa Ule
- Catopsis floribunda (Brongn.) L.B.Sm.
- Catopsis garckeana Wittm.
- Catopsis hahnii Baker
- Catopsis juncifolia Mez & Wercklé
- Catopsis minimiflora Matuda
- Catopsis morreniana  Mez in C.DC.
- Catopsis nitida Baker
- Catopsis nutans Baker
- Catopsis paniculata Hort. ex Gentil
- Catopsis penduliflora C.H.Wright
- Catopsis pisiformis Rauh
- Catopsis sessiliflora Mez
- Catopsis subulata L.B.Sm.
- Catopsis tenuis Cufod.